# Déficit en 6-pyruvoyl-tétrahydroptérine synthase
 Mise en garde médicale
Le déficit en 6-pyruvoyl-tétrahydroptérine synthase est une maladie autosomique récessive qui provoque une hyperphénylalaninémie maligne due à un déficit en tétrahydrobioptérine. Il s'agit d'un trouble récessif associé à une hyperphénylalaninémie. Les symptômes fréquemment observés incluent une hypotonie tronculaire initiale, suivie d'une hypertonie appendiculaire, ainsi que de la bradykinésie, de la rigidité en roue dentée, une dystonie généralisée et des fluctuations diurnes marquées. D'autres signes cliniques rapportés comprennent des difficultés à avaler, des crises oculogyres, de la somnolence, de l'irritabilité, de l'hyperthermie et des convulsions. Des mouvements choréiques, de l'athétose, une hypersalivation, une éruption cutanée avec eczéma et des décès subits ont également été signalés. L'état des patients avec des phénotypes plus légers peut se dégrader s'ils reçoivent des antagonistes de l'acide folique comme le méthotrexate, qui peuvent interférer avec une voie de récupération où la dihydrobioptérine est convertie en tétrahydrobioptérine via la dihydrofolate réductase. Les options thérapeutiques incluent la substitution par des précurseurs de neurotransmetteurs (lévodopa, 5-hydroxytryptophane), des inhibiteurs de la monoamine oxydase et de la tétrahydrobioptérine. La réponse au traitement varie d'un patient à l'autre, et les résultats fonctionnels à long terme demeurent inconnus. Afin de mieux comprendre l'épidémiologie, la corrélation génotype-phénotype, l'issue de ces maladies, leur impact sur la qualité de vie des patients, ainsi que pour évaluer les stratégies diagnostiques et thérapeutiques, un registre de patients a été mis en place par le groupe de travail international sur les troubles liés aux neurotransmetteurs (iNTD).

## Présentation
Les troubles du mouvement évoqués sont dus à l'incapacité de produire de la L-Dopa. La dopamine, un neurotransmetteur impliqué dans le contrôle du mouvement, est déficiente chez les individus touchés, ce qui entraîne des troubles moteurs.

## Mécanisme
Pour comprendre comment l’absence de cette enzyme affecte le corps, nous devons examiner la voie de synthèse du BH4. Le PTPS joue un rôle d'intermédiaire dans ce cycle et est essentiel pour convertir le 7,8-dihydronéoptérine triphosphate en 6-pyruvoyltétrahydroptérine. La 6-pyruvoyltétrahydroptérine se transforme en BH4 (tétrahydrobioptérine), mais en raison de l'arrêt du processus à ce stade, aucune production de BH4 n'a lieu. L'absence de BH4 affecte le métabolisme de la phénylalanine. C'est la raison pour laquelle les déficits en PKU et en PTPS partagent certains symptômes similaires. Cependant, le BH4 étant crucial pour de nombreux processus au-delà du métabolisme de la phénylalanine, d'autres symptômes peuvent également apparaître.

Cette image illustre la voie de synthèse de la tétrahydrobioptérine, un cofacteur très important dans le corps humain.

### Structure et fonction de la 6-Pyruvoyl-tetrahydroptérine synthase
PTPS est un hexamère de sous-unités identiques. Le monomère PTPS se replie en une feuille 𝛃 séquentielle à quatre brins et antiparallèle. Trois monomères PTPS forment un baril 𝛃 antiparallèle à 12 brins par association étroite entre les extrémités N et C de 2 sous-unités adjacentes. Le complexe enzymatique actif est formé de deux trimères disposés en tête-à-tête. Le site actif se situe entre l'interface trimère-trimère et possède 3 monomères : A, A', B. Trois résidus d'histidine (His 23, 48 et 50) forment le site de liaison du métal dans la poche de liaison du substrat. Les résidus Cys42, Glu133 et His89, bien qu’étant proches de cette poche, ne participent pas directement à la liaison du métal. On suppose qu'ils agissent comme donneurs et accepteurs de protons pendant la catalyse. Le cofacteur associé peut être soit Mg2+, soit Ni2+ (selon la base de données sur les protéines). Comme mentionné précédemment, ce cofacteur joue un rôle clé dans la biosynthèse du BH4 et catalyse la conversion du 7,8-dihydronéoptérine triphosphate en 6-pyruvoyltétrahydroptérine synthase. Les valeurs cinétiques de cette enzyme sont : KM = 8,1 μM et Vmax = 120 nmol/min/mg. La structure du PTPS est unique et différente des autres exemples de barils 𝛃 antiparallèles. On le décrit comme étant formé par « un arrangement symétrique triple de sous-unités ». Une formation similaire de baril 𝛃 a été découverte dans CKS2, la différence entre PTPS et CKS2 est que la formation de ce dernier est induite par le métal et réversible. Le trimère PTPS est similaire à une porine et on suppose qu'il sert de tunnel pour le triphosphate de dihydronéoptérine.

## Diagnostic
Le déficit en PTPS peut être détecté par le test de Guthrie, qui est également utilisé pour dépister la phénylcétonurie (PCU), car les deux troubles entraînent des niveaux élevés de phénylalanine. Ce test est réalisé sur les nouveau-nés quelques jours après la naissance. Une autre méthode de diagnostic consiste à mesurer les niveaux de ptéridine dans l'urine ainsi que ceux des neurotransmetteurs, tels que l’acide 5-hydroxyindolacétique (5-HIAA) et l’homovanillate (HVA).

## Épidémiologie
Les Chinois de Taïwan sont particulièrement vulnérables au déficit en PTPS, une condition dont la prévalence y atteint environ 1 sur 132 000, contre seulement 1 sur 1 000 000 parmi les populations blanches. Ce trouble semble plus fréquent dans les pays asiatiques, et il n'est guère surprenant que son incidence soit significativement plus élevée chez les Chinois de Taïwan que dans toutes les autres populations.

## Histoire
Le déficit en PTPS n'est pas forcément une maladie autonome, mais partage des liens étroits avec la phénylcétonurie (PKU) et l'hyperphénylalaninémie (HPA). C'est Asbjørn Følling, un médecin spécialisé dans les maladies métaboliques, qui a découvert qu'un excès de phénylpyruvate était responsable d'une étrange odeur de moisi émanant de l'urine de deux enfants norvégiens. Les recherches approfondies menées par Penrose en 1935 ont abouti à l'introduction du terme « phénylcétonurie ». Les premières bases des restrictions alimentaires ont été établies par George Jervis et Host Bickel, et demeurent l'un des traitements les plus efficaces pour la PKU. Cependant, cette approche consistant à exclure la phénylalanine de l'alimentation n'a pas montré d'efficacité pour d'autres formes d'hyperphénylalaninémie (HPA), ce qui a été attribué à une déficience en tétrahydrobioptérine (BH4), un cofacteur crucial pour l'HTAP. La forme la plus courante de déficit en BH4 est due au PTPS. Plus tard, le PTPS a été découvert et on a appris que la PKU provoque l'HPA, mais que toutes les HPA ne sont pas des PKU.